# 名倉喜作
名倉 喜作（なぐら きさく、1890年5月8日 - 1958年12月4日）は、日本の実業家。華南銀行総理、台湾銀行東京調査部調査部長・本店調査課長。立教学院財務理事。

## 人物・経歴
1890年（明治23年）、静岡県出身。1914年（大正3年）、立教大学商科（後の商学部）卒業。
大学卒業後、台湾銀行に入行。同行本店調査課長を務める。
1944年（昭和19年）、華南銀行の親銀行である台湾銀行が財務強化のため資本金の増資を行い、華南銀行創設者の一人でこれまで総理を務めていた林熊徴（林本源の子孫）を会長とし、台湾銀行からきた名倉喜作が華南銀行の新たな総理に就任する。2人の常務も台湾銀行出身者となり、台湾銀行による経営の強化が図られた。1946年（昭和21年）公職追放を受け、1951年（昭和26年）解除された。
戦後、母校である立教大学同窓会（現・校友会）の副会長を務めた。1952年（昭和27年）には、立教学院は各学校の発展のため立教学院債を発行したが、名倉は立教学院の財務理事として、立教大学校友会長の岡野正司ととも校友から多くの支援を得られるよう尽力した。立教大学としては、調達した資金を大講堂の建設、総合大運動場の設置、大学院の設備費に充当する計画であったが、中でも名倉は、「私学の一流校として存在するには大学院の設備充実が重要であり、母校として一日も早くこれを整備し、将来立教学院から続々と博士を輩出し、一流校としての名声をますます高めたい」と語った。

## 主な著作
- 『台湾銀行四十年誌』名倉喜作編 1939年
- 『スマトラ概観. 其5 : スマトラの鉱業､及交易金融』台湾銀行東京調査部編 編輯者代表者:名倉喜作 1944年